# Свечарник, Давид Вениаминович
Давид Вениаминович (Беньяминович) Свечарник (5 апреля 1910, Вад-Рашков, Сорокский уезд, Бессарабская губерния — 1999, Москва) — советский электротехник и электромеханик, конструктор военной авиатехники, изобретатель, автор работ по статистической оптимизации; доктор технических наук (1959), профессор (1961).

## Биография
Когда он был ребёнком, семья переехала в Одессу, где его отец Бениамин Давидович Свечарник открыл «Типографию Б. Свечарника», в которой среди прочего выпускались материалы еврейской социалистической рабочей партии Поалей Цион. Работал подмастерьем у сапожника, на конвейере Одесской 2-й гособувной фабрики, с 1927 года учился на рабфаке в Одесском политехническом институте. В 1934 году окончил электромеханический факультет Новочеркасского индустриального института.  
С 1934 года был научным сотрудником лаборатории электрических систем и автоматики Всесоюзного электротехнического института (ВЭИ), где занимался разработкой бесконтактных синхронно-следящих систем. В 1935—1937 годах совместно с Д. И. Марьяновским разработал и внедрил на Днепродзержинском металлургическом комбинате первую отечественную систему автоматизации прокатных станов, созданную на основе предложенного ими принципа введения гибких нелинейных обратных связей (за это изобретение Центральный совет изобретателей присвоил в 1936 году Д. В. Свечарнику и Д. И. Марьяновскому почётное звание «Лучший изобретатель СССР»). Диссертацию кандидата технических наук защитил в 1937 году под руководством С. А. Лебедева (который с 1935 года возглавлял лабораторию электрических систем и автоматики ВЭИ); после защиты диссертации был назначен заведующим лабораторией магнитных материалов этого института. Принимал участие в разработке светящихся звёзд на башнях Кремля (1935).
В 1938—1940 годах совместно с А. Г. Иосифьяном разработал бесконтактные сельсины — электрические машины для дистанционного управления или передачи информации, которые широко выпускались советской промышленностью («явнополюсные бесконтактные сельсины конструкции Иосифьяна—Свечарника»). Патент на изобретение бесконтактных сельсинов был получен А. Г. Иосифьяном и Д. В. Свечарником в 1940 году. Продолжал заниматься разработкой бесконтактных сельсинов и в последующие годы, в том числе основанных на них механизмов (сельсин-двигатель, сельсин-датчик, сельсин-приёмник, безредукторные приводы и преобразователи движения). В начале Великой Отечественной войны был включён в состав команды подрывников, но уже в декабре 1941 года был эвакуирован с лабораторией в Свердловск, где в военные годы занимался разработкой головки самонаведения на излучающую или отражающую излучение цель. В 1944 году с применением сельсина разработал вентильный бесколлекторный двигатель c гармоническим фазным напряжением.
В послевоенные годы заместитель главного конструктора КБ-2 МСХМ (НИИ-1), занимавшегося разработкой реактивных снарядов. С 1948 года — главный конструктор и начальник КБ-2 МСХМ, в 1952 году преобразованного в подразделение самонаводящихся авиабомб ГСНИИ-642 (Государственный научно-исследовательский институт № 642), занимавшееся среди прочего разработкой крылатой противокорабельной ракеты РАМТ-1400 «Щука» и самонаводящейся крылатой бомбы СНАБ-3000 с кодовым названием «Краб». В возглавляемое Д. В. Свечарником подразделение управляемых ракет «воздух-воздух» (одно из четырёх подразделений ГСНИИ) входили три отдела (два конструкторских и расчётно-теоретический) и две лаборатории. 6 ноября 1957 года ГСНИИ-642 вошёл в состав ОКБ-52, главным конструктором которого был В. Н. Челомей.
С 1958 года — главный конструктор и начальник отдела Государственного научно-исследовательского института теплоэнергетического приборостроения (НИИ Теплоприбор). Диссертацию доктора технических наук по теме «Многообходные системы дистанционной передачи угловых и линейных перемещений» защитил в Институте автоматики и телемеханики АН СССР в 1959 году. В этот период помимо электротехники занимался информатикой, теориями управления и оптимизации, моделями принятия решений.  Разработал «метод оптимума номинала» для расчёта оптимальных установок или оптимальных программ регулирующих и управляющих устройств при заданных вероятностных характеристиках самих устройств и управляемых ими процессов; предложил задачи об оптимуме номинала и способы их моделирования (1957).
С 1962 года одновременно — заведующий кафедрой электрических машин и профессор Московского института инженеров железнодорожного транспорта, читал курс «Электромашинные и электромагнитные устройства». В 1974 году предложил идею использования линейного двигателя в качестве усилителя тяги локомотива и разработал соответствующую конструкцию линейного двигателя.
Автор более 150 свидетельств на изобретения в области электромеханической техники. Первый патент получил, будучи рабфаковцем, в 1928 году («Электродвигатель с возвратно-поступательным движением якоря»), последние патенты — в 1998 году («Двигательно-трансформаторный агрегат»), в феврале 1999 года незадолго до кончины отправил заявку на последний патент, подтверждённый уже посмертно. 
Награждён Орденом Красной Звезды. Почётный академик Академии электротехнических наук Российской Федерации (АЭН РФ). Почётный профессор Московского государственного университета путей сообщения.

## Семья
- Жена — Любовь Андреевна Гирская (1910—?)[37], инженер, кандидат технических наук.
  - Сын — Валерий Давидович Свечарник (род. 1939)[38], выпускник МВТУ им. Баумана, научный сотрудник Центрального НИИ автоматики и гидравлики и МГТУ имени Н. Э. Баумана, работает во Франции в фирме «Томсон»[39], соавтор монографий «Дискретное управление электрогидравлическим приводом» (1975), «Проектирование систем стабилизации тактических твердотопливных ракет» (1978), «Основы теории систем управления высокоточных ракетных комплексов Сухопутных войск» (2001), «Методы прогнозирования траекторий аэробаллистических летательных аппаратов в реальном масштабе времени» (2017), «Исследование процессов в приводе наведения установки в упреждённую точку на траектории» (2017) и «Методы и алгоритмы управления приводами наведения в упреждённую точку на траектории» (2018).
- Сёстры — Циля Беньяминовна Свечарник (1917/1919—1986), Хая Беньяминовна Свечарник (1924—?).

## Монографии
- Сельсины (с А. Г. Иосифьяном). М.—Л.: Государственное энергетическое издательство, 1941. — 91 с.
- Промышленные синхронно-следящие системы с усилением момента. М., 1958.
- Дистанционные передачи. М.—Л.: Госэнергоиздат, 1959. — 312 с.
- Сельсины и их применение в системах автоматизации производственных процессов. М.—Л.: Госэнергоиздат, 1962. — 112 с.
- Дистанционные передачи: Системы измерения и управления на расстоянии. М.: Энергия, 1966. — 480 с.
- Совмещённые электрические машины для автоматики (с Ю. М. Келимом, Л. Х. Шидловичем и И. П. Копыловым). Под общ. ред. д-ра техн. наук проф. Д. В. Свечарника. М.: Энергия, 1969. — 200 с.
- Метод оптимума номинала и его применение (с Г. В. Гореловой и В. В. Здором). Под общ. ред. проф. Д. В. Свечарника. М.: Энергия, 1970. — 200 с.
- Надёжность и эффективность действия сложных автоматических систем: Материалы лекций, прочитанных в Политехническом музее на Семинаре по надёжности и прогрессивным методам контроля качества продукции. М.: Знание, 1971. — 54 с.
- Дистанционные передачи: Системы измерения и управления на расстоянии. 3-е издание, перераб. и доп. М.: Энергия, 1974. — 415 с.
- Линейный электропривод. М.: Энергия, 1979. — 153 с.
- Электрические машины непосредственного привода: Безредукторный электропривод. М.: Энергоатомиздат, 1988. — 206 с.